# Warhammer: La marca del Caos
Warhammer: La Marca del Caos es un videojuego perteneciente al género de táctica en tiempo real ambientado en el Universo Warhammer. Fue desarrollado por la empresa Black Hole Entertainment y co-publicado por Namco Bandai Games en los EE. UU. y por Deep Silver en los territorios PAL. El juego fue lanzado para Microsoft Windows en los EE. UU. el 14 de noviembre de 2006, con la consiguiente liberación de los territorios PAL el 23 de noviembre de 2006.
Una expansión, La marca de batalla , fue puesto en libertad el 2 de septiembre de 2008. Contiene una campaña nueva y la adición de los Elfos Oscuros, los Orcos y los Goblins como razas jugables. Una versión para Xbox 360 fue lanzada y titulada como Warhammer: La Marca de Batalla, dejando caer el apodo de la Marca del Caos .

## Jugabilidad
El juego, según los desarrolladores, es un juego de "centrarse en los ejércitos y batallas, mientras que restar importancia a los aspectos tediosos de base y gestión de los recursos". Situado en el Warhammer Viejo Mundo , el jugador puede ordenar a uno de los 4 ejércitos del juego de mesa.
El modo de juego se centra principalmente en tácticas de batalla, por lo que no cuenta con RTS aspectos de juego como el fomento de la base, la recolección de recursos o unidad de producción en la batalla. En su lugar, el juego está destinado a estar más orientado hacia la alta fantasía y las batallas de estilo medieval. Su modo de juego es superficialmente similar a sus predecesores y los Total War juegos; Sin embargo, el modelo de juego básico es significativamente más simplificada, y las batallas son más similares a los juegos de estrategia en tiempo real como Warcraft III que otras tácticas títulos en tiempo real.
El objetivo de cada batalla es la derrota del ejército enemigo, ya sea totalmente destruirlo o haciendo que las unidades restantes a huir del campo de batalla. Las batallas se libran en una variedad de paisajes y entornos, con específicas del terreno tipos concesión de bonificaciones o penalizaciones a las unidades. Las unidades también tienen la moral , y se romperán y huir si sufren daño suficiente o son golpeados por determinados tipos de armamento, y la resistencia, lo que hará que pierdan defensa y velocidad al drenado suficiente.
El tipo de tropa básica presente en el juego es una "unidad" que es cualquier cosa 1-96 "modelos", dependiendo del tipo de unidad. El sistema de control es similar a la de Total War y Dawn of War porque cada unidad se le da órdenes como una sola entidad. Además de pedidos estándar que también son capaces de organizar sus unidades en una serie de formaciones, con cada formación le confieren ventajas contra determinados tipos de ataques. Las unidades también obtendrán experiencia en el transcurso de una batalla o campaña y ganará mejorada estadísticas y más modelos.
Además de las unidades estándar no son especiales " Héroe unidades "; individuos únicos considerablemente más potente que el hombre o la criatura. Además de ser capaz de utilizar y aprender nuevas habilidades, también pueden estar equipados con armas adicionales, armaduras o pociones que otorgan el héroe con ambas habilidades y bonificaciones ofensivas y defensivas. Los héroes también adquieren experiencia de lucha, y mediante la obtención de niveles el jugador es capaz de desbloquear diferentes habilidades que complementan sus habilidades de combate. Se puede conectar a las unidades estándar, dando a la unidad de un aumento de moral y aumentando su capacidad de combate a través del uso de habilidades. Unidades de héroes también pueden iniciar o ser retado a duelo , donde combaten el héroe del ejército enemigo sin interrupción hasta que uno mata al otro, dando lugar a una sanción moral para el lado de los perdedores. Se trata en su mayor parte totalmente automatizado, sin embargo, el jugador también es libre para activar cualquier habilidades específicas duelo el héroe tiene en el transcurso del duelo.

### Un jugador
Hay 2 campañas para un solo jugador, cada uno separado en 4 capítulos, uno tras las fuerzas del Imperio y elfos y la otra a las hordas de las fuerzas del Caos y Skavens.
La mayor parte de la misma campaña es una serie de diferentes escenarios de batalla, en la que su fuerza preseleccionado será combatir una serie de fuerzas enemigas. Ganar el escenario premiará al jugador oro. Entre las batallas del juego cambia a un mapa de la zona, con la ubicación de su ejército denotado por una figura de su campeón. El jugador es capaz de seleccionar su ejército y trasladarse a otro lugar. Con ello se abre una pantalla de selección de la fuerza, y el jugador tendrá entonces que seleccionar un número limitado de tropas y héroes para jugar el siguiente escenario con. Aunque la campaña es en su mayor parte lineal, también hay misiones secundarias opcionales, que aunque unreleated sobre todo a la historia tendrá lugar generalmente a los héroes que adquieren oro adicionales, tropas o equipos que se pueden utilizar en la campaña. Además de las batallas tradicionales de gran escala también hay Duel escenarios en los que un personaje del héroe de su elección entrará directamente en un duelo con un campeón enemigo, con la victoria de cualquiera de campeón terminado inmediatamente el escenario.
En el mapa el jugador también puede tener acceso a las ciudades y los campamentos, que sirven como sustituto de bases que se encuentran en otra estrategia y juegos de táctica. El jugador puede utilizar el oro adquirido en anteriores batallas de comprar reemplazos, unidades nuevas o mejoradas, mejoras tales como una mejor armadura o el poder de ataque de las participaciones antiguas y también Wargear y artículos para sus unidades de héroe. Las conversaciones entre los personajes también se producirá en ciertos puntos en el mapa, el avance de la historia.
Además de la campaña, los modos multijugador también se puede jugar como un solo jugador escaramuza batallas.

### Multijugador
El juego permite hasta 4 jugadores a la batalla ya sea utilizando una LAN oa través de Internet. Batallas multijugador se juegan de la misma manera que la de un solo jugador. El juego incluye cuatro modos diferentes de juego, incluyendo batallas normales, asedio batallas donde un equipo tiene que defender una fortaleza del ejército enemigo, y unos refuerzos modo, donde la captura de puntos estratégicos en los puntos del mapa de premios que permiten a los jugadores para comprar nuevas unidades durante la batalla.
Antes de la batalla, cada jugador tiene una cierta cantidad de puntos con el que seleccionar un ejército, que es elegido por el anfitrión del juego antes de la selección del ejército. Los puntos se pueden utilizar en una variedad de diferentes maneras, ya sea la compra de nuevas unidades, la mejora de las unidades o la compra de equipos o habilidades adicionales para sus unidades de héroe. Esto permite a un jugador para equipar un ejército en una variedad de estilos adecuados para su estilo de juego. A pesar de que el jugador es libre de elegir cualquier configuración, también hay ejemplos de configuraciones del ejército para cada una de las 12 facciones que aparecen en el juego. En un homenaje al juego de mesa, los jugadores también son capaces de personalizar los colores y banderas de su ejército. Además, también hay un completo editor de modelo en el que los jugadores pueden cambiar la apariencia de los modelos individuales utilizando una variedad de cabezas, extremidades, armaduras y armas conjuntos. Estas configuraciones del ejército se pueden guardar para su uso posterior.

## Mundo
El mundo de Warhammer: La Marca del Caos se ubica en el viejo mundo de fantasía del Universo Warhammer, un año después de la Gran Guerra contra el Caos. Entre las consecuencias de la guerra, las partidas de guerra caos dispersas, algunas de regresar a sus países de origen en el norte, algunos de permanencia y asaltando las granjas y aldeas en la periferia norte del Imperio. El Imperio, ya empujado al borde del colapso a causa de la guerra, esta diezmado y lucha para proteger las granjas y aldeas aisladas. Si las tribus de caos volvieran a reunirse, el Imperio lo más probable es que caiga. El juego tiene 2 campañas que siguen la historia tanto desde la perspectiva del Imperio y la del Caos, con cada campaña que tiene una progresión diferente de los hechos.

### Razas
El juego cuenta con cuatro diferentes razas jugables del mundo Warhammer, y las unidades disponibles para cada carrera se toman directamente desde el juego de guerra de mesa. Todas las razas son visualmente distintivas, y tienen sus propias unidades únicas, aunque hay un montón de cruces entre facciones y cada tipo de unidad por lo general tienen una unidad equivalente en otra facción. Dentro de cada raza también hay 3 facciones diferentes, que están disponibles para su uso en juegos multijugador. Sin embargo más allá de las diferencias cosméticas, y la selección de las tropas hay una diferencia mínima entre las 3 facciones.
El Imperio es un vasto imperio humano que se asemeja a los principios de la época moderna (siglo XVI) Alemania en su aspecto y organización. Sus fuerzas son principalmente soldados humanos de diversas especialidades. Además que son, junto con los Enanos, una de las pocas razas que han desarrollado en polvo negro armamento, y tener acceso a armas de fuego, cañones y otras armas de asedio basados en pólvora. Las 3 facciones jugables son los ejércitos Ostermark , Nuln y Talabecland.
La Altos Elfos son una raza antigua y elegante. Además de sus filas normales de lanceros y arqueros elfos, tienen un número considerable de tropas de élite, y un número superior a la media de los especialistas mágicos. Las 3 facciones jugables son los reinos Ellyrian , Sombrías y Saphery.
El Hordas del Caos son los seres humanos de las Tierras del Norte, corrompidos por los dioses del Caos por su ambición, la lujuria o los otros bajos instintos y las emociones de la humanidad. Además de guerreros humanos y Merodeadores también tienen acceso a las criaturas sobrenaturales tales como Demonios y Desova del Caos. Los 3 facciones jugables son los cultos de los dioses del Caos Nurgle , Khorne y el Panteón Caos Absoluto.
El Skaven son una raza de hombre subterráneo de tamaño ratas . Aunque como individuos son más débiles que los miembros de las otras razas, compensan a través de números muy superiores. Además se utilizan un mineral llamado piedra bruja para mutar miembros de su raza para crear ratas gigantes y ogros rata. Los 3 facciones jugables son los Eshin , Skryre y Warlord clanes.
Además de las cuatro razas jugables también hay carreras adicionales que sirven de ambos enemigos adicionales en las campañas para un solo jugador y también como mercenarios "perros de la guerra" unidades disponibles en ciertos momentos de la campaña para un solo jugador, y también opciones como adicionales en el modo multijugador juegos. Las carreras mercenarios disponibles son pieles verdes y Enanos . Las Condes Vampiro también están presentes en la campaña para un jugador, sin embargo, no están disponibles para ser utilizados por el jugador.

### Campaña de Las hordas del Caos
La campaña Caos sigue el progreso Thorgar la Blooded Uno , un campeón del Caos que luchó junto al señor de la guerra Asavar Kul en la Gran Guerra. Ahora él está buscando para construir sus fuerzas para lanzar otro ataque contra el Imperio. Durante este tiempo él se guía por un hechicero con el nombre de Sudobaal, que instruye Thorgar para dirigir a sus hombres a un santuario Caos. Después de soportar una serie de ensayos Thorgar obtiene el favor y el patrocinio de uno del panteón caos; ya sea Nurgle o Khorne, dependiendo de la elección del jugador. Sudobaal continuación, indica Thorgar para localizar un mago de los elfos que conoce la ubicación del cuerpo del señor de la guerra del Caos vencido Asavar Kul. Durante este tiempo se alía con Kasquit , ingeniero brujo Skavens del clan Skryre. Después de haber enfurecido al consejo skaven, Kasquit rápidamente acepta la alianza con el fin de recibir la protección de Thorgar, y se compromete a ayudar a Thorgar localizar el mago. La campaña concluye con Thorgar matando Sudobaal para girar sobre él y su elevación al de demonio, y la posterior destrucción de la ciudad de Talabheim. Roaring su victoria a los dioses y alegando que no puede ser derrotado. A lo lejos, un enorme ejército de pieles verdes se está preparando para lanzar su propio ataque contra el Viejo Mundo, esto posiblemente anunciando la expansión del juego: Battle March.

### La Campaña Imperial
El Imperio se realiza desde la perspectiva de "Stefan von Kessel" un capitán en el ejército de Ostermark bajo conde Otto Gruber. Él está plagada de su triste pasado - su padre, el ex conde de Ostermark y abuelo murieron al culto del Caos, privados de sus tierras, y el niño Stefan fue calificado a través de su ojo con la marca del caos. La campaña comienza con un adulto Stefan defenderse de un ataque de los merodeadores caos. La batalla está ganada y Gruber, Stefan y los demás capitanes celebrar un consejo de guerra. Stefan dirige al norte hacia una fortaleza y se involucra en varias batallas con las fuerzas del Caos y Orcos en el camino. Toma la fortaleza, aunque él lo daña en el proceso. Después de un acalorado intercambio entre él y Gruber, es enviado para ayudar a los elfos después de la Reiksmarshal trae "peticiones" del emperador. Es en este punto nos encontramos con Aurelion, un archimago de Saphery. Stefan establece campamento mientras los elfos van a reunir sus fuerzas que llegan por mar. Los elfos parten y Aurelion encuentra su pueblo han sido esparcidos. Ella les reúne y después de luchar contra las fuerzas del Caos y Skavens que llegar a una fortaleza para luego ser asaltado. La historia vuelve a Stefan que hace su camino a la Fortaleza para aliviar Aurelion y los otros defensores. Después de la batalla Stefan y Aurelion hablan con Prince Khalanos Quién quiere Stefan para ir al norte con él para contrarrestar el avance del Caos mientras que las órdenes de Stefan son ir hacia el este para hacer frente a una reunión. Al final se van por caminos separados y Stefan, después de ayudar a Hermano Gunther (un sacerdote guerrero de Sigmar defensa de un santuario de los Skavens), se entera de que el conde Otto Gruber (cuyo ejército no pudo ser encontrado) era culpable de adorar a Nurgle, el Caos dios de la podredumbre. Stefan está indignado porque era Gruber quien acusó a su padre y abuelo de tomar sus tierras para su propio y, de hecho, acusándolos de cubrir sus propias fechorías. Stefan recupera la espada de un asesino demonio de la tumba de un vampiro recuento y se dirige al este para hacer frente a Gruber. Él se detuvo, sin embargo, por la peste nubes, y se ve obligado a retirarse. Mientras tanto Aurelion y sus guerreros deciden averiguar más sobre las nubes. Localizan y destruyen un santuario dedicado a Nurgle, permitiendo Stefan para hacer por la fortaleza de Gruber. Stefan llega a encontrar una masacre: el ejército de Gruber ha sido sacrificado después de que habían descubierto su traición. Ataques Stefan y destruye las defensas de Gruber y heridas mortalmente Gruber. Por derecho de escritura y ascendencia, Stefan afirma la espada de Gruber, un Colmillo Rúnico y símbolo de un Conde Elector del Imperio. El Reiksmarshal vuelve e informa a Stefan que el Emperador le ha devuelto las tierras tomadas por Gruber y lo nombró el nuevo conde de Ostermark.

## Desarrollo
El desarrollo del juego fue dado a Black Hole Entertainment, que fueron contratados por Namco Bandai Games después de haber sido impresionados por su trabajo en el videojuego estrategia en tiempo real Armies of Exigo.
Dos estilos diferentes de arte de la caja fueron puestos en libertad, uno que representa a un sacerdote guerrero Imperial y la otra que representa a un campeón del Caos. Al mismo tiempo, una edición para coleccionistas fue puesta en libertad, que contiene la banda sonora oficial en CD de audio, el funcionario la novelización escrita por Anthony Reynolds, un libro de arte, carteles y varias temáticas de adornos de Warhammer.

## Banda sonora
El juego cuenta con una banda sonora orquestal compuesto en su totalidad por el galardonado compositor Jeremy Soule, que es el más famoso por su trabajo en el Supreme Commander, The Elder Scrolls IV: Oblivion, Icewind Dale, y la serie de videojuegos Guild Wars. Toda la banda sonora se incluye en formato de CD de audio en el conjunto de coleccionistas cuadro de edición. El CD no se vende por separado, sin embargo, está disponible para su descarga directa desde la página de Soule.
Lista de pistas
1. Warhammer Theme (1:48)
2. Trial of the Gods (1:34)
3. The Hordes Advance (2:10)
4. For the Dark Gods! (1:33)
5. Preparing for Battle (1:13)
6. Men of the Empire, Make Ready! (1:21)
7. Sigmar Protects (2:16)
8. Forges of Nuln (1:44)
9. From the North They Come (2:05)
10. Leave None Alive! (1:46)
11. The Siege of Gotterung (1:09)
12. Onwards to Victory! (1:55)
13. Patrolling the Old World (1:49)
14. Unscrupulous Methods (2:13)
15. Skulls for the Skull Throne! (1:44)
16. Dark Winds (2:14)
17. Stefan's Vengeance (2:42)
18. For the Emperor (2:07)
19. Vigilance and Strength (2:10)
20. Sudobaal's Treachery (1:20)
21. Stalking the Prize (2:13)
22. Shallya Watch Over Us (1:48)
23. Patrolling the Borders (2:06)
24. The Aftermath of War (1:55)
25. The Talebheim Crater (1:51)
26. Grim Preparations (2:09)
27. Mark of Chaos (1:06)

## Recepción
El juego fue recibido con críticas mixtas y extremadamente variables. Los revisores generalmente alabaron la trama, sus representaciones visuales distintivas y variadas, con los modelos de los personajes y los efectos especiales que ganan elogios por parte de la mayoría de las críticas, pero también criticaron las animaciones de combate más básicas y una superficialidad de profundidad táctica para un juego centrado exclusivamente en las operaciones de campo de batalla.
Las campañas para un solo jugador recibió críticas por su linealidad, y la narración de historias, especialmente cuando se compara con un video introductorio del juego. El soporte multijugador también fue menospreciado por sus problemas en el sistema de cuenta y de conexión temperamentales y de saltos, aunque esto fue dirigido y en parte fija en parches posteriores.
A pesar de las críticas recibidas, sin embargo, el juego fue recibida positivamente en general, la obtención de una puntuación media de 73 en Metacritic, y de manera similar una puntuación media del 74% en GameRankings con más del 80% de los exámenes con resultados de 70% o mejor, señalan puntuaciones generalmente favorables.

### Crítica
El juego recibió críticas tras su liberación, centrado principalmente en dos cosas: la comercialización del juego, y relacionado con esto, la falta de fidelidad al juego de mesa original de Warhammer.
Antes de la liberación, Warhammer: La Marca del Caos fue reclamado para ofrecer "modo campaña cooperativo dinámico y una gama completa de modos multijugador tanto para jugadores casuales y competitivos". Sin embargo, la campaña cooperativa fue omitida en el juego lanzado, aunque todavía comercializa como con esto (la página web del desarrollador sigue apareciendo como una característica a partir de julio de 2007). La Marca del Caos fue comercializado como de escala "épica", con "miles de personajes que luchan en la pantalla"; en la realidad, el juego cuenta con cientos en lugar de miles de caracteres individuales. Namco, el editor, se orientó a la sustancial aficionado a los juegos de mesa nombrando Warhammer: La Marca del Caos una traducción fiel al formato de juego de ordenador, Sin embargo, los elementos básicos del juego de mesa (por ejemplo, reglas de movimiento formación, sistemas de resolución de combate, y la unidad de solapamiento prohibiciones) faltan, invalidando tácticas de mesa.
Las fuentes más comunes de la crítica en los exámenes, análisis y apoyo técnico son que el juego sufre de numerosos errores, la inestabilidad y las pantallas de carga excesivamente largos: "la pantalla de carga estándar es precedido por su propia pantalla de carga, para el meta-carga ", como partidas Revolución puso en su revisión. Además, los duelos héroe, una de las características más distintivas del juego, a menudo señalado como aburrido, repetitivo o de distracción.